# Heusden
Heusden es un municipio de la provincia de Brabante Septentrional en los Países Bajos, a orillas del río Mosa. El 30 de abril de 2017 contaba con una población de 43.522 habitantes, sobre una superficie de 81,22 km², de los que 2,35 km² corresponden a la superficie cubierta por el agua, con una densidad de 552 h/km².  
El municipio se creó con la reorganización municipal de Brabante Septentrional de 1997 por la fusión de tres municipios anteriores: Heusden, Drunen y Vlijmen, que en fechas anteriores a su vez habían integrado a Oudheusden, Elshout y Huten, Hedikhuizen, Herpt y Berna y Nieuwkuijk y Onsenoort. El mayor de esos núcleos de población y donde se localiza el ayuntamiento es Drunen. Toma el nombre de Heusden, una antigua ciudad fortificada sobre el Mosa, recuperada y restaurada a partir de 1968, con un castillo del siglo XII del que solo quedan algunas ruinas.

## Galería de imágenes

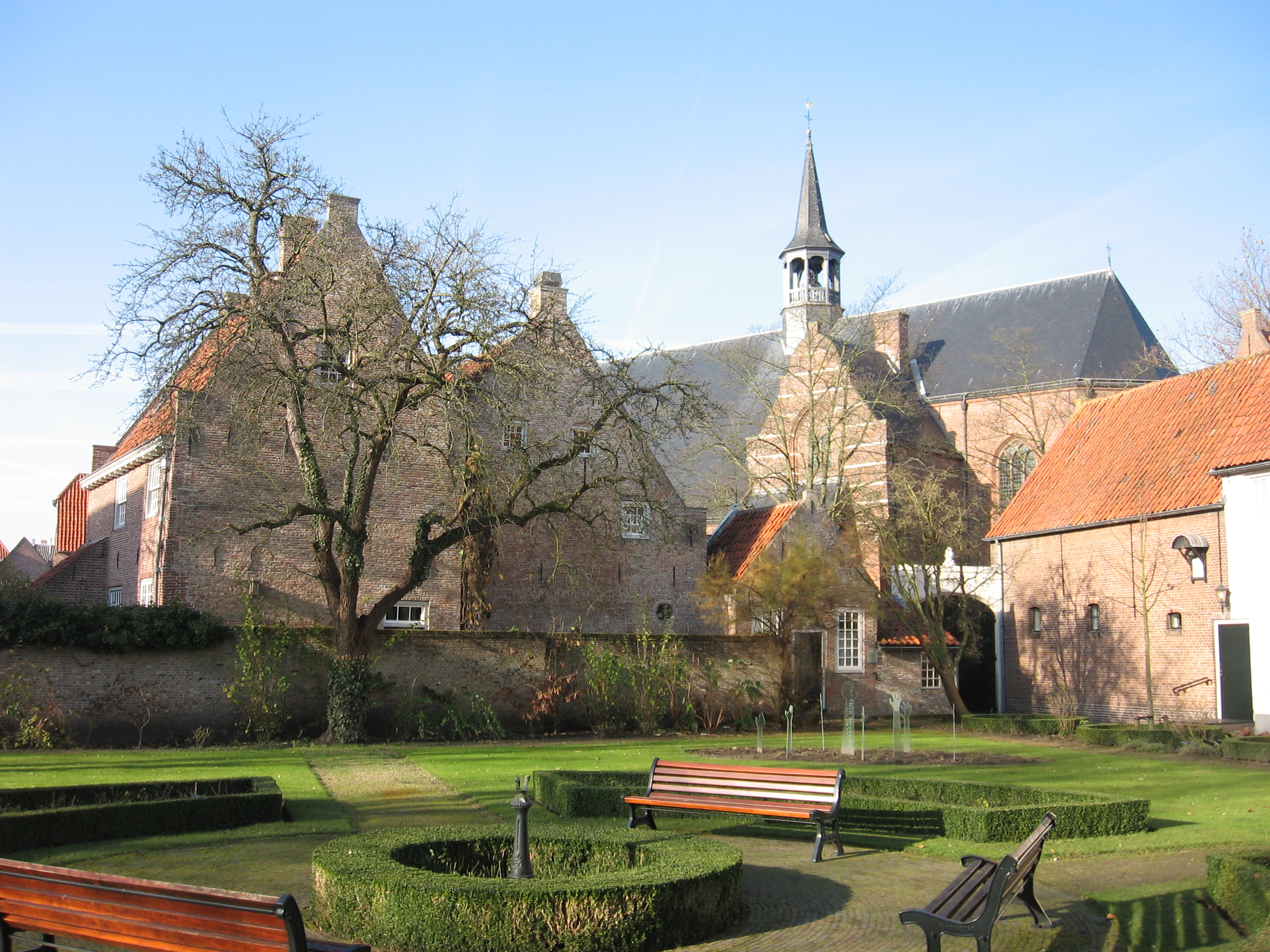
Heusden: iglesia reformada
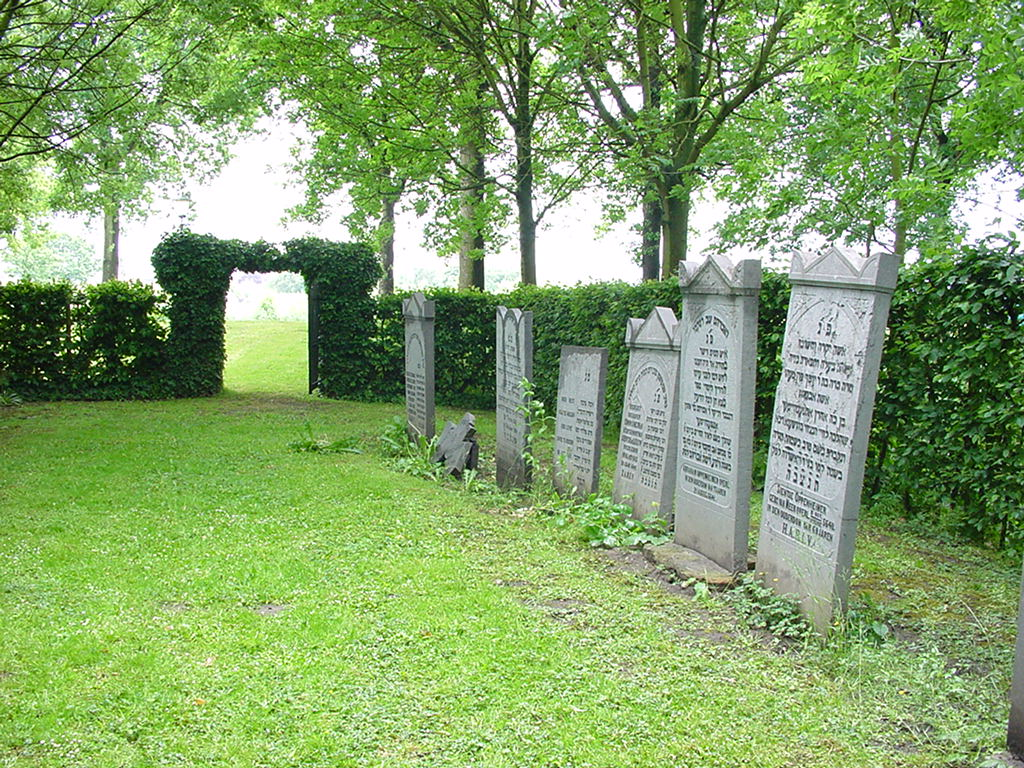
Heusden: cementerio judío
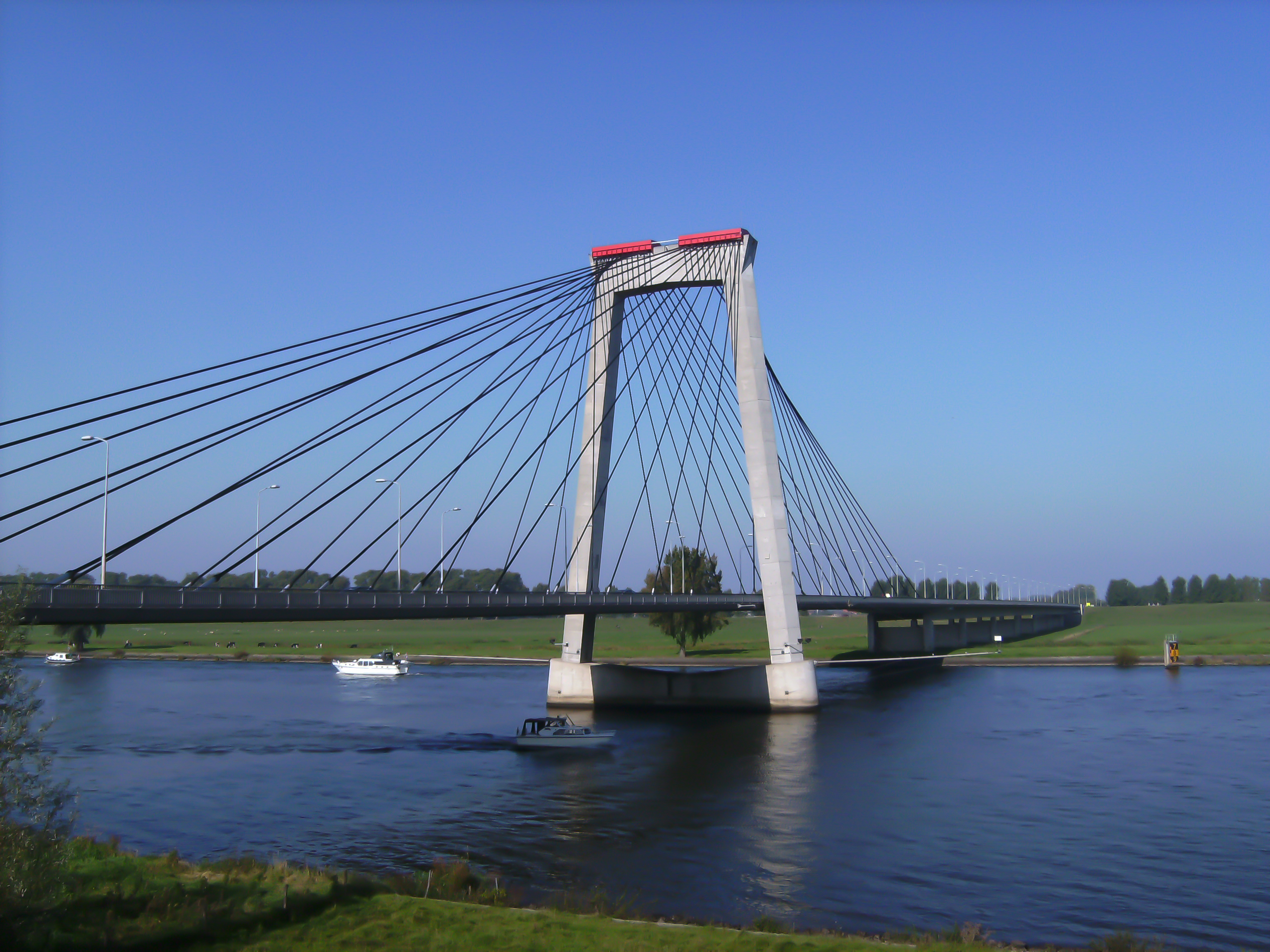
Heusden, el puente sobre el Bergse Maas
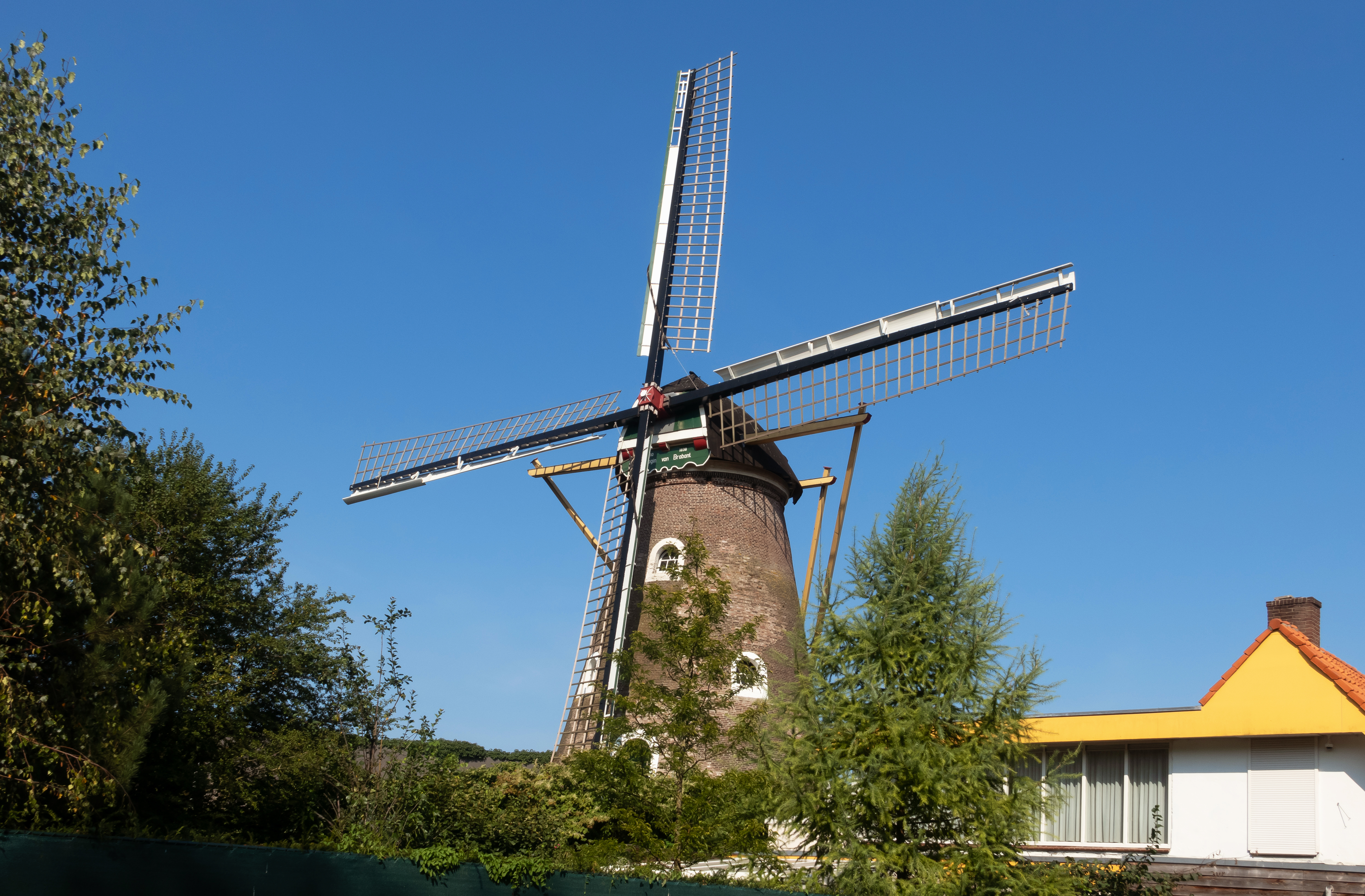
Drunen, el molino: el korenmolen de Hertogin van Brabant
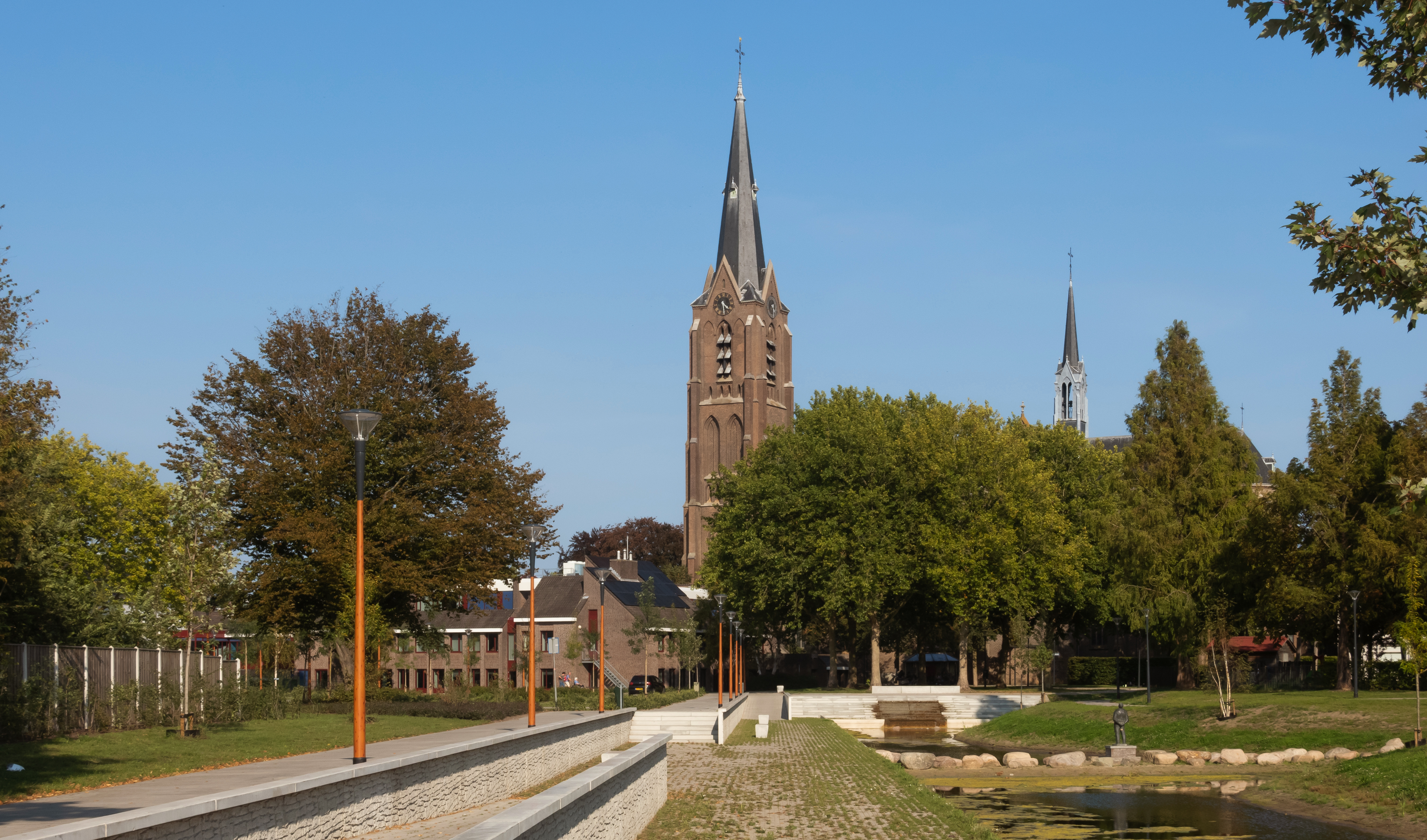
Vlijmen, la iglesia: la Sint Jan Geboortekerk desde el Van Greunsvenpark
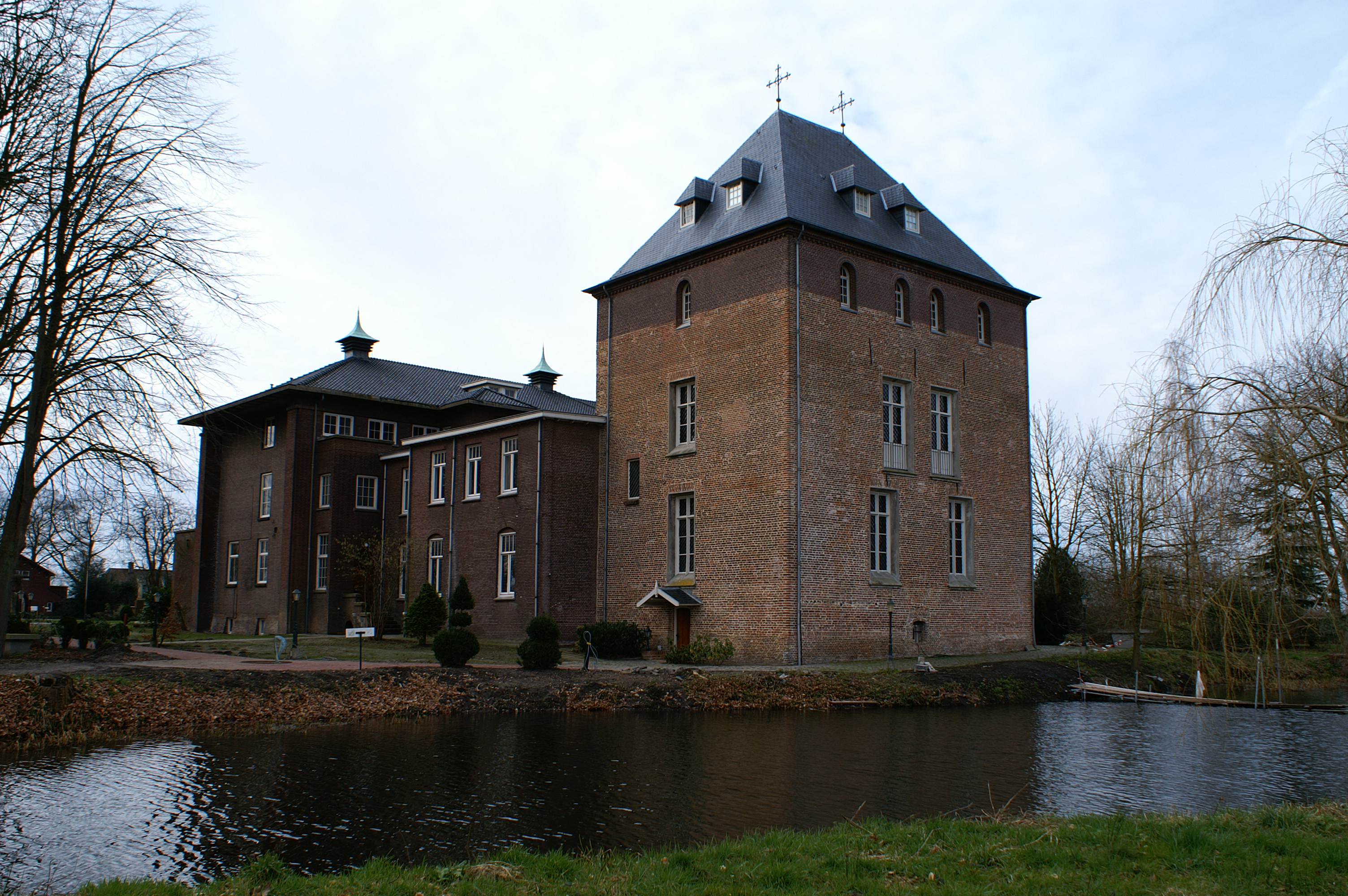
Abadía cisterciense de Mariënkroon, sobre los restos del castillo de Onsenoort.
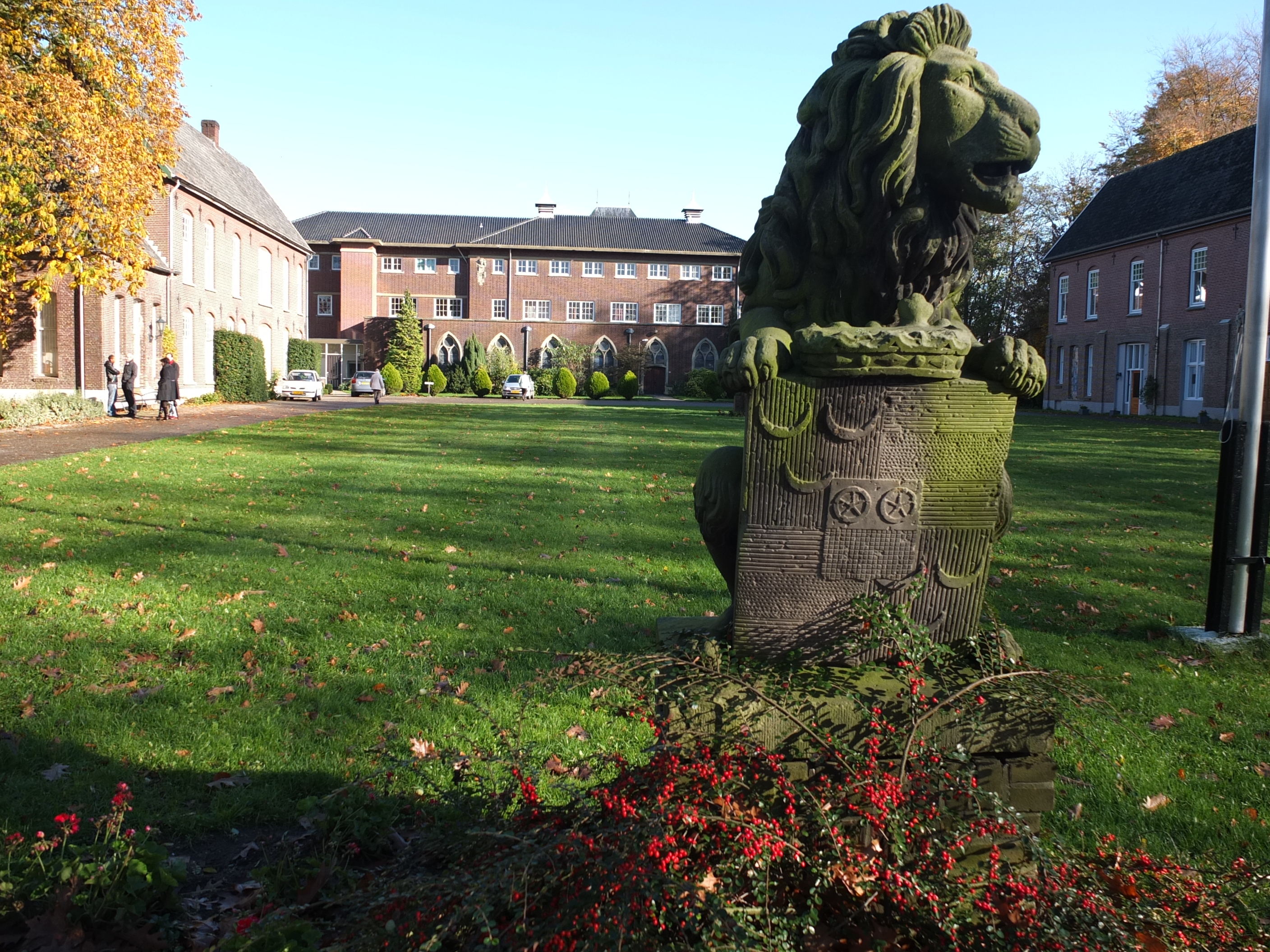
Abadía Mariënkroon en Nieuwkuijk